# Burg Grimmenstein (Vasbeck)
Die Burg Grimmenstein ist eine abgegangene Höhenburg auf 400 m ü. NHN in der Nähe von Vasbeck, einem Ortsteil der Gemeinde Diemelsee im nordhessischen Landkreis Waldeck-Frankenberg.

## Lage
Die genaue Lage der abgegangenen Burg ist heute nicht mehr sicher feststellbar.
Sie befand sich vermutlich etwa 400 Meter südlich der Burg Canstein und etwa zwei Kilometer östlich von Vasbeck an einem Hang. Die Gemarkung wird als „Auf der Eulenkirche (Dülenkerken)“ bezeichnet. Über diesen Hang verlief die alte waldeckische Grenze.

## Geschichte
Wer sie erbaute, ist urkundlich nicht überliefert. Vermutlich wurde sie auf einer frühgeschichtlichen Kultstätte errichtet. Im 12. Jahrhundert wurde die Burganlage erstmals urkundlich als munitio dulenkerken im Besitz des Klosters Corvey erwähnt.
Um 1343 erbaute Graf Heinrich IV. von Waldeck, wegen der ständigen Grenzstreitigkeiten mit dem Erzbistum Köln, anstelle der Vorgängerburg, die „Grimmenstein“ als Gegenburg gegenüber dem kölnischen Canstein. Durch einen Vergleich aus dem Jahre 1356 wurde Graf Heinrich IV. gezwungen die Burg abzubrechen. Im Gegenzug wurde er mit der Hälfte des Cansteins belehnt. Dieses Lehen musste er danach jedoch an das Adelsgeschlecht Rabe von Pappenheim, die sich später Rabe von Canstein nannten, abtreten.
Sichtbare Baureste sind nicht mehr vorhanden.